# Blodiga söndagen i Altona
Blodiga söndagen i Altona (tyska: Altonaer Blutsonntag) var en blodig sammandrabbning i Tyskland mellan Sturmabteilung (SA) och Schutzstaffel (SS), polisen, och anhängare till Tysklands kommunistiska parti (KPD) i Altona den 17 juli 1932.  
Den 28 juni 1932 hade Franz von Papens regering upphävt förbudet för SA och SS att verka, vilket rått sedan april samma år. Detta ledde till att det politiska gatuvåldet återigen ökat, vilket von Papen använde som motiv för Preußenschlag den 20 juli 1932. SA och SS hade meddelat att man tänkte genomföra en propagandamarsch genom arbetarkvarteren i Altona, som hade godkänts av den socialdemokratiske polischefen, Otto Eggerstedt, trots varningar från KPD. Eggerstedt själv hade åkt på valmöte och hans post stod vakant.
Precis som förutspått, anlände nästan 7 000 nationalsocialister och kommunister. 18 personer, inklusive två SA-män, dödades, de flesta av polisens kulor. Vid nationalsocialisternas maktövertagande i januari 1933, åtalades 15 arresterade kommunister för mord. Förutom fängelsestraff, dömdes fyra av de åtalade – Bruno Tesch, Walter Möller, Karl Wolff och August Lütgens – till döden, och halshöggs den 1 augusti 1933.

## Populärkultur
- Bilan från Wandsbek, film från 1951 av Falk Harnack, vilken bygger på Arnold Zweigs roman Bilan från Wandsbek. År 1982 producerades en TV-film på samma roman, Bilan från Wandsbek, i regi av Horst Königstein och Heinrich Breloer.